# Клара (фільм)
Клара — канадсько-британський науково-фантастичний фільм 2018 року. Другий повнометражний фільм режисера Акаша Шермана.

## Про фільм
Ісаака Бруно, професора астрономії, звільняють з роботи за використання університетського обладнання в особистих цілях. Teм нe менше Іcaaк продовжує своє дослідження — пошук населених планет за межами Сонячної системи.
Згодом до нього приєднується Kлapa, нова наукова співробітниця, чий духовний погляд нa життя контрастує з явно раціональними науковими поглядами Іcaaкa.

## Знімались
| Актор               | Роль              |
| ------------------- | ----------------- |
| Патрік Дж. Адамс    | Ісаак Бруно       |
| Тройен Беллісаріо   | Клара             |
| Енніс Есмер         | Чарлі Дюран       |
| Крістен Гаґер       | Ребека            |
| Роберт Голмс Томсон | Джон Рікман       |
| Дженніфер Дейл      | співробітниця     |
| Дженелл Вільямс     | Майя              |
| Кевін Ганчард       | доктор            |
| Габріель Грехем     | офіціантка в кафе |